# Paul McGuigan (músico)
Paul Francis McGuigan (Manchester, 9 de maio de 1971), conhecido profissionalmente como Guigsy, é um músico inglês. Ele é mais conhecido por ser o baixista e co-fundador da banda de rock Oasis.

## Carreira
No final dos anos 1980, McGuigan começou uma banda chamada The Rain com Paul "Bonehead" Arthurs na guitarra, Chris Hutton nos vocais principais e Tony McCarroll na bateria. Depois que Hutton foi demitido, McGuigan convidou seu amigo de escola Liam Gallagher para se juntar aos vocais. O irmão de Liam, Noel, juntou-se à banda como guitarrista e compositor principal, momento em que eles mudaram seu nome para Oasis. Embora seja um baixista funcional no palco, as partes do baixo de McGuigan foram ocasionalmente tocadas por Noel nos dois primeiros álbuns da banda. Apesar do boato de que McGuigan não tocou baixo em Definitely Maybe e que as partes dele e de Bonehead foram substituídas por Noel nos dois primeiros álbuns, isso foi negado pelo produtor da banda, Owen Morris. Como os outros membros da banda, McGuigan disse que fumou muita maconha durante a turnê.
McGuigan deixou o Oasis em 1999 e foi substituído pelo então ex-guitarrista e vocalista do Ride, Andy Bell. Noel afirma que McGuigan saiu por fax e evitou telefonemas da banda nas semanas seguintes. Embora tenha desistido de tentar entrar em contato com McGuigan, Noel disse que não guarda rancor. McGuigan ocasionalmente se apresenta como DJ. Ele se recusou a aparecer no DVD de 2004 Definitely Maybe, embora uma carta educada explicando suas razões para fazê-lo apareça como um extra oculto e também haja um pequeno segmento com especialistas dando suas opiniões sobre ele. Ele também se recusou a ser entrevistado para o documentário Oasis: Supersonic de 2016, embora imagens de arquivo dele tenham sido usadas.
McGuigan disse sobre seu estilo de tocar em 1995: "Quando comecei, apenas tocava para cima e para baixo na corda superior do baixo. Pensando bem, é o que eu ainda faço".

## Vida pessoal
Um ávido fã de esportes, McGuigan adora futebol e é um torcedor vitalício do Manchester City F.C. Em 1996, ele disse à Rolling Stone que "assistir futebol é meu principal hobby. Assistir futebol, assistir a vídeos sobre futebol, ler sobre futebol e falar sobre futebol. Isso é praticamente tudo o que me importa". No documentário de 2016 Oasis: Supersonic, Noel Gallagher brincou que estar no Oasis estava em quinto lugar na lista das coisas favoritas de McGuigan depois de "críquete, Doctor Who, maconha e Manchester City".
McGuigan é conhecido por seu conhecimento enciclopédico de futebol e críquete. Durante uma entrevista para a BBC Radio 1 em 1995, ele nomeou FourFourTwo como sua revista favorita. Ainda no Oasis, ele co-escreveu um livro com o jornalista Paolo Hewitt sobre o jogador de futebol Robin Friday, intitulado The Greatest Footballer You Never Saw.